# Luis Bravo (poeta)
Luis Bravo (Montevideo, 5 de julio de 1957) es un poeta, crítico literario, performer y profesor uruguayo, integrante de la generación del 80.

## Biografía
Nació en Montevideo en 1957 donde cursó sus estudios y egresó del Instituto de Profesores Artigas como profesor de literatura. A principios de los años 1980, formó junto a otros jóvenes poetas, «Grupo Uno», conjunto que alineaba lo más vanguardista de la poesía local, a través de performances influenciadas por la contracultura de los años 70 y el concretismo brasileño. 
Hacia 1985, al final de la dictadura cívico-militar en Uruguay, organizó el Festival de Poesía, donde se expusieron las manifestaciones más juveniles del país. En esa oportunidad realizó su primera performance pública en el Teatro del Anglo. 
En 1990 obtuvo una beca para estudiar en España, donde residió por varios meses. Para ese entonces ya había publicado varios poemarios. En la década del 2000 comenzó a trabajar en el Instituto de Profesores Artigas y en la Universidad de Montevideo, como docente de Literatura Universal e Iberoamericana.
Fue invitado a festivales internacionales de poesía y participó en programas de radio y en la prensa escrita. Ganó varias becas sobre trabajos de investigación que recorren a diversos autores, épocas y estilos. 
En 1993 y 2006 cogestionó el Festival Internacional de Poesía en Uruguay. 
Ejerce la crítica literaria desde 1980 en diversos medios nacionales: Brecha — fue coeditor de los libros de ese semanario entre 1995-98—, Cuadernos de Marcha, Graffiti, El País Cultural, La República, Hermes Criollo, entre otros.  

## Obra
Sus poemas han sido publicados en antologías y revistas internacionales y han sido traducidos al portugués, francés, inglés, sueco, alemán, estonio y farsi. Artículos suyos han sido publicados en libros colectivos y en revistas especializadas de España, Portugal, Canadá, Estados Unidos, México, Colombia, Perú, Chile, Brasil y Argentina.
Poesía
- Puesto encima el corazón en llamas (1984)
- Claraboya sos la luna (plaqueta 1985; casete colectivo, 1986)
- Lluvia (1988)
- Gabardina a la sombra del laúd (Buenos Aires, 1989)
- Naturaleza Fugitiva (plaqueta, 1994)
- La sombra es el arco (plaqueta, Barcelona, 1996)
- Árbol Veloz (obra multimedia en cdrom, casete y libro, 1998; en DVD y en CD, 2007)
- En el contorno del espejo (plaqueta, 2000)
- An Anna Blume, traducción y versión oral del dadaísta Kurt Schwitters (libro + CD colectivo, Alemania, 2000)
- Liquen (Buenos Aires, 2003)
- Tarja (Artefato. 2004)
- 31/13 (13 poemas del manifiesto de Vicente Huidobro de 1931 a las 13 letras de Clemente Padín)
- Intemperie (2005)
- Algo pasa por la voz (2009).

Ensayo
- Utópicos, visionarios y otras huellas del compromiso poético.(Ensayos de literatura hispanoamericana contemporánea) (1999)
- Nómades y prófugos /entrevistas literarias (Univ. Eafit, Colombia, 2002)
- Escrituras visionarias / ensayos sobre literaturas iberoamericanas (Fin de Siglo – Premio Fondos concursables M.E.C., 2006-2007)
- Voz y palabra. Historia transversal de la poesía uruguaya. 1950-1972 (2012)

Antologías
- Antología: Prójimo -Léjimo (1966-70), Volumen I (1987)
- Antología: Buceando lo silvestre (1969-1972) Volumen II (1992)
- Obra junta. 1966-1972 (poemas de Ibero Gutiérrez) (2009)
- Papeles de Juan Morgan (2011) (narrativa de Julio Inverso)
- Las islas invitadas (2013) (poesía de Julio Inverso)
- La pipa de tinta china, cuadernos carcelarios de 1970 (sobre Ibero Gutiérrez) (2014)